# Locomotiva FS 200
Le locomotive FS gruppo 200 sono state macchine a vapore con tender di rodiggio 0-3-0 che le Ferrovie dello Stato acquisirono, dopo il 1906, in seguito alla definizione delle procedure di riscatto di linee e reti di proprietà della Società italiana per le strade ferrate meridionali ove costituivano il gruppo SFM 315.

## Storia
Le locomotive gruppo 315 erano state realizzate per la Società italiana per le strade ferrate meridionali (SFM) dalla Koechlin di Mulhouse tra il 1861 e il 1865 in 25 esemplari a cui se ne aggiunsero ulteriori 5 unità consegnate nel 1865 dalle Officine Grafenstaden. Nel 1875 vi fu un'ulteriore immissione di 10 locomotive costruite dalla Società Alsaziana di Mulhouse mentre tra 1873 e 1882 le Officine di Pietrarsa ne avevano costruite altre 15 unità.
Nel 1906, in seguito al riscatto della rete SFM, le macchine entrarono a far parte del parco delle Ferrovie dello Stato, venendo classificate nel gruppo 200 con numeri 2001–2056.

## Caratteristiche tecniche
La locomotiva aveva una configurazione complessiva piuttosto semplice e diffusa, costruita con il rodiggio 0-3-0, e ruote da 1.330 mm di diametro, tipico delle locomotive tuttofare dell'epoca; era una macchina a vapore saturo, a 2 cilindri esterni, a semplice espansione.
La caldaia che equipaggiava le unità era lunga 6.645 mm, conteneva un volume d'acqua (misurata a 10 cm sopra il cielo del forno) di 3,7 m³ e un volume di vapore di 1,8 m³; la sua pressione di taratura era di 9 bar (ma dopo l'immissione nel parco FS alcune unità vennero abbassate a 7 bar). Il diametro interno del corpo cilindrico massimo e minimo era, rispettivamente 1.380 mm e 1.324 mm; la sua lunghezza era 5 150 m.
Il forno era delle dimensioni di 1.290 x 1.057 mm e alto in media 1.425 mm sul piano della graticola della superficie di 1,35 m².
Il numero di tubi bollitori era di 198, di diametro 50/45 mm con lunghezza tra le piastre estreme di 4.250 mm; la superficie tubiera era di 119,18 m²; la superficie di riscaldamento estesa sulla volta del forno era di 7,40 m². In totale quindi 126,58 m²..
Lo sforzo di trazione massimo era di 7.280 kg; quello continuo (alla velocità di 30 km/h) era di 3.740 . Alla partenza, con coefficiente di aderenza 1/7, sviluppavano una forza di 4.970 kg.
Il motore delle locomotive era costituito da 2 cilindri del diametro di 450 mm che facevano una corsa di 650 mm; il vapore era addotto mediante cassetti piani azionati da un meccanismo della distribuzione sistema Stephenson. La velocità massima raggiunta era di 50 km/h sufficiente per la maggior parte degli utilizzi.
Tutte le locomotive erano dotate solo di freno a controvapore e freno a mano agente sulle ruote del tender. Le differenze costruttive si traducevano in una differente forma della cabina e pochi altri particolari.
Alle locomotive era accoppiato un tender a 2 assi della massa totale, a seconda della fornitura, di 20,9, 21,4 o 22,1 t con la capacità di trasporto, rispettivamente di, 6,5, 6,9 o 7 m³ di acqua e di 4 t di carbone.